# Bassillac
Bassillac is een plaats en voormalige gemeente in het Franse departement Dordogne in de regio Nouvelle-Aquitaine en telt 1755 inwoners (1999). De plaats maakt deel uit van het arrondissement Périgueux.

## Geschiedenis
Bij de kantonale herindeling van 22 maart 2015 werd Eyliac ingedeeld bij het op die dag gevormde kanton Isle-Manoire. Het kanton Saint-Pierre-de-Chignac, waartoe de gemeente daarvoor behoorde, werd op die dag opgeheven. Op 1 januari 2017 fuseerde de gemeente met Blis-et-Born, Le Change, Eyliac, Milhac-d'Auberoche en Saint-Antoine-d'Auberoche tot de commune nouvelle Bassillac et Auberoche, waarvan Bassillac de hoofdplaats werd.

## Geografie
De oppervlakte van Bassillac bedraagt 18,8 km², de bevolkingsdichtheid is 93,4 inwoners per km².
De onderstaande kaart toont de ligging van Bassillac met de belangrijkste infrastructuur en aangrenzende gemeenten.

## Demografie
Onderstaande figuur toont het verloop van het inwonertal.

## Geboren
- Georges Bonnet (1889-1973), politicus

## Bezienswaardigheden
- Kasteel van Rognac

Bassillac · Blis-et-Born · Le Change · Eyliac · Milhac-d'Auberoche · Saint-Antoine-d'Auberoche